# بیمارستان بارون
بیمارستان بارون (به انگلیسی: Barwon Health) بیمارستانی  در  کشور استرالیا است که در سال ۱۹۹۸ میلادی ساخته شده  است.